# Brombos
Brombos é uma comuna francesa na região administrativa de Altos da França, no departamento de Oise. Estende-se por uma área de 6,9 km². Em 2010 a comuna tinha 259 habitantes (densidade: 37,5 hab./km²).